# František Winkler
František Winkler (russisch Владимир Францевич Винклер; * 1884 in Prerau; † 1956 in Harbin) war ein österreich-ungarisch-sowjetischer Bildhauer.

## Leben
Winkler studierte in Prag an der Kunstgewerbeschule mit Abschluss 1908 bei Stanislav Sucharda.
Im Ersten Weltkrieg war Winkler Fotograf an der deutsch-russischen Front und geriet 1915 in Gefangenschaft. Er wurde nach Omsk gebracht. Er war dort der einzige Bildhauer mit akademischer Ausbildung, so dass er zur Verschönerung der Fassaden öffentlicher Gebäude eingesetzt wurde. Er nannte sich Wladimir Franzewitsch Winkler. Er schuf Skulpturen für das neue Omsker Stadttheater, die Omsker Eisenbahnverwaltung (Architekt Fredrik Lidvall, seit 1961 Omsker Verkehrsuniversität), die Handelsschule, das Kino Kristall-Palast, das Haus der Gerichtsverwaltung und das Gebäude der Russisch-Asiatischen Gesellschaft.
Nach der Oktoberrevolution heiratete Winkler im Frühjahr 1918 Jelena P. Mussatowa. Im russischen Bürgerkrieg kam Winkler mit dem Tschechoslowakischen Armeeverband nach Wladiwostok. Er überlebte mehrere Machtwechsel und schuf Monumentalskulpturen, so die die Ketten zerbrechenden Proletarier an der Fassade des Palasts der Arbeit.
1928 zog Winkler mit seiner Familie nach Harbin, wo viele Russen lebten. Für die russische Gemeinde schuf er Büsten des ermordeten Kaisers Nikolaus II., seiner Frau Alexandra Fjodorowna und seines Sohnes Alexei Nikolajewitsch. Unter japanischer Herrschaft erhielt er den Auftrag für Statuen am Songhua Jiang. 1936, als sein 6. Kind geboren wurde, schuf er eine Büste Tomáš Garrigue Masaryks. 1941 kam seine Frau Jelena tragisch ums Leben.
Als am Ende des Zweiten Weltkriegs Harbin im Herbst 1945 von der Roten Armee befreit worden war, schlug Winkler für das 30-m-Denkmal Reliefs vor. Stattdessen entstand eine Skulpturengruppe mit einem Panzersoldaten, einem Infanteristen und einem Matrosen. 1948 erhielt er von den chinesischen Behörden den Auftrag für ein 4-m-Freundschaftsdenkmal mit Stalin und Mao Zedong. Das Werk blieb infolge von Problemen mit der chinesischen Bürokratie unvollendet. 1949 schuf er Reliefs für die Opfer des Kriegs gegen Japan. Bei der Arbeit half ihm sein Enkel. Die Visa für die Rückkehr in die Tschechoslowakei kamen erst nach Winklers Tod.

## Werke (Auswahl)

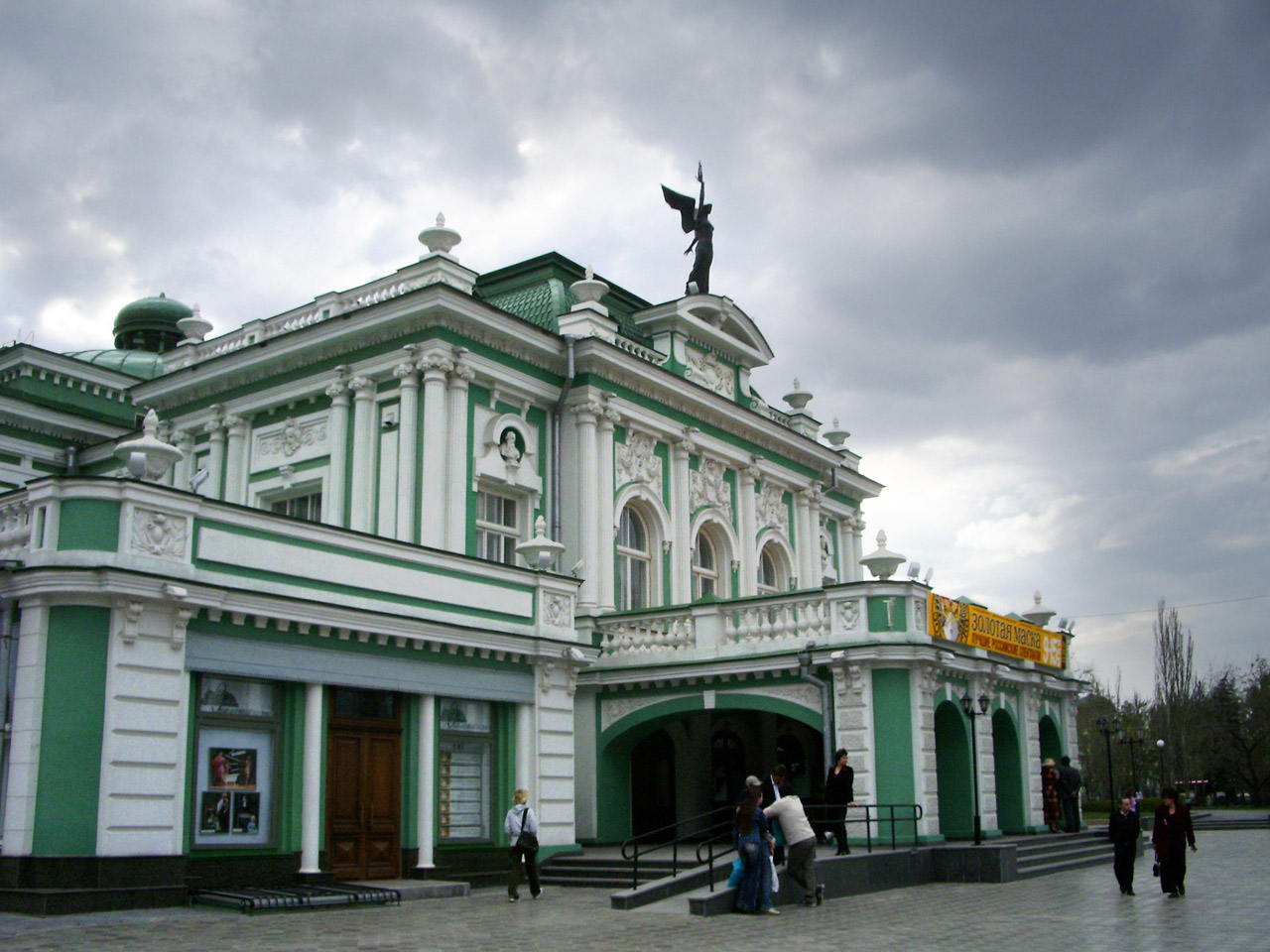
Der geflügelte Genius auf dem Giebel des Omsker Theaters
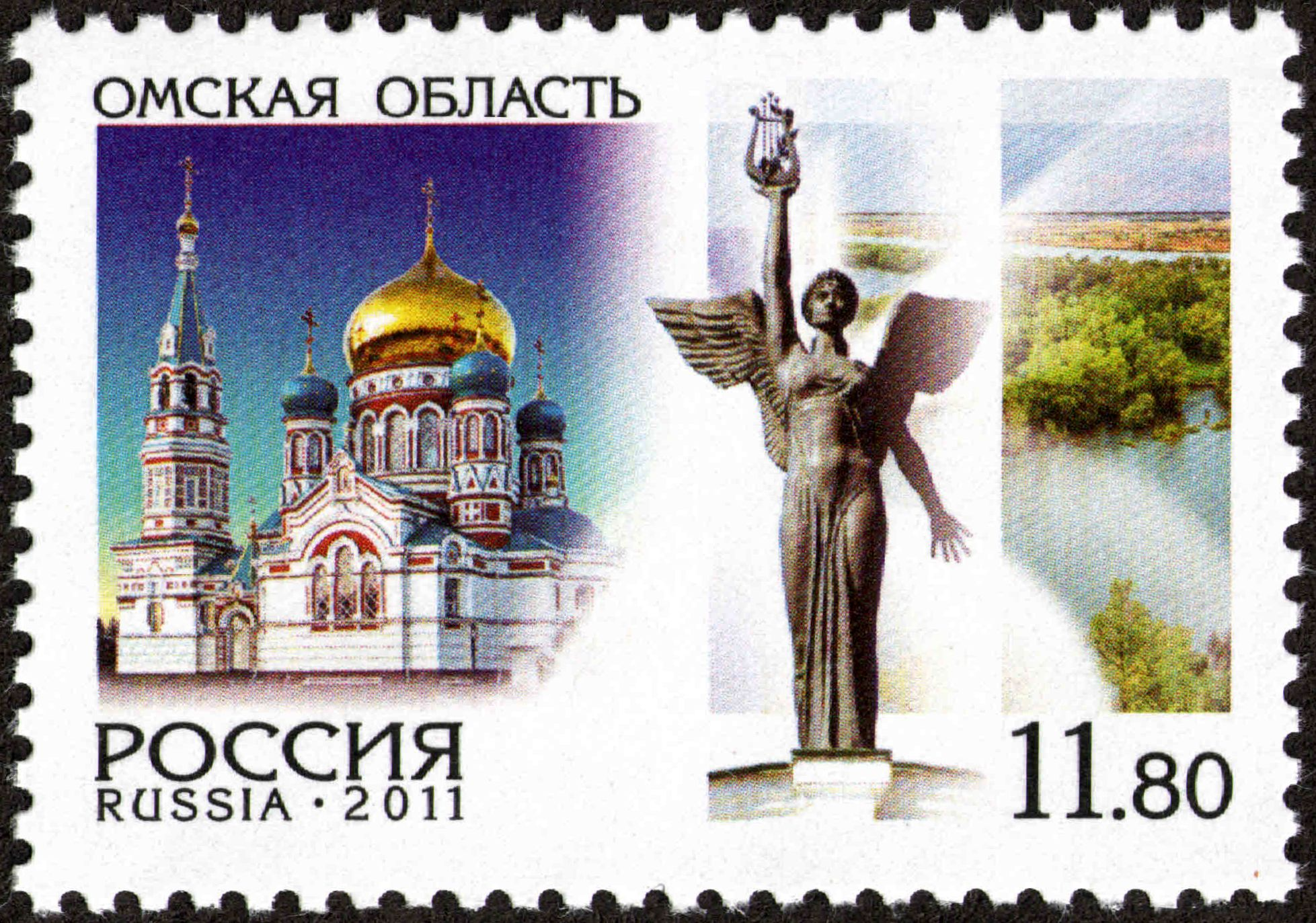
Der geflügelte Genius, Briefmarke der Potschta Rossii
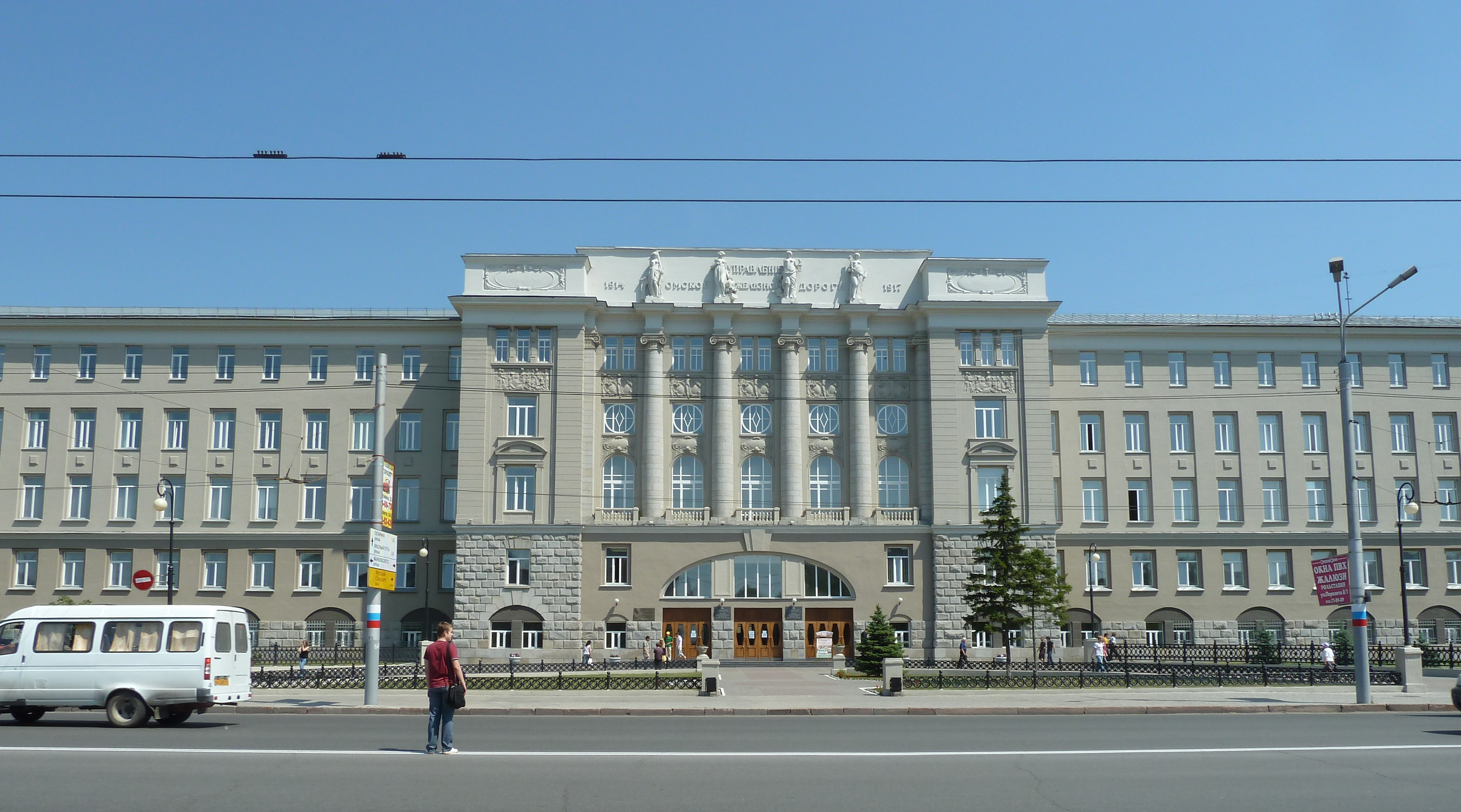
Skulpturen am Giebel der Verkehrsuniversität Omsk